# مروان مقایز
مروان مقایز (عربی: مروان المقايز؛ زادهٔ ۲۸ ژوئیهٔ ۱۹۸۳) بازیکن هندبال اهل تونس است.